# 読谷山御殿
読谷山御殿（ゆんたんざうどぅん）は、尚敬王の次男・尚和、読谷山王子朝憲を元祖とする琉球王族。第二尚氏の分家で、代々読谷山間切（現・読谷村）の按司地頭家をつとめた琉球王国の大名である。
一世朝憲は尚穆王の摂政に就任し、また将軍徳川家治の就任賀のための慶賀使として江戸上りをした。二世朝英も尚成王、尚灝王の摂政をつとめた。那覇市首里にある読谷山御殿の墓は、亀甲墓としては最大規模で市の指定文化財になっている。

## 系譜
- 一世 尚和・読谷山王子朝憲
- 二世 尚大烈・読谷山王子朝英
- 三世 向国瑞・読谷山按司朝庸
- 四世 読谷山按司朝教
- 五世 読谷山按司朝忠